# 해분

해분의 개략적인 단면도

해분(海盆, Oceanic basin) 또는 해저분지(海底盆地)는 주변이 높은 지형으로 둘러싸인, 분지 모양의 움푹하고 낮은 해저 지형을 말한다.
위에서 보면 원형, 타원형 또는 계란형 등의 모양을 띠고 있고 크기도 다양하다.

## 동해의 해분
- 울릉분지

## 같이 보기
- 해구
- 해령